# Who Let the Dogs Out
«Who Let the Dogs Out» es una canción escrita y grabada originalmente por Anslem Douglas (titulado "Doggie") para la temporada de Carnaval 1998 de Trinidad y Tobago. Se llegó a la atención de Steve Greenberg, quien lo produjo con un grupo que estaba promoviendo llamada Baha Men. Alcanzó el número 40 en el Billboard Hot 100 en los Estados Unidos y el número 2 UK Singles Chart en el Reino Unido. Fue el cuarto sencillo más vendido de 2000 en el Reino Unido, y se convirtió en uno de los sencillos más vendido de la década de no alcanzar el número uno. También fue un gran éxito en Australia, donde alcanzó el número uno. El tema ganó el Grammy a la Mejor Grabación Dance en los Premios Grammy de 2001. Fue objeto de una demanda importante por la propiedad de derechos de autor que se resolvió.

## Posicionamiento en listas
| Listas (2000–2001)                                | Mejor posición |
| ------------------------------------------------- | -------------- |
| Australia (ARIA)                                  | 1              |
| Austria (Ö3 Austria Top 40)                       | 26             |
| Belgium (Ultratop 50 Flanders)                    | 7              |
| Belgium (Ultratop 50 Wallonia)                    | 27             |
| Canadian RPM Dance Top 40                         | 21             |
| Canadian RPM Top Singles                          | 14             |
| Denmark (Tracklisten)                             | 6              |
| Finland (Suomen virallinen lista)                 | 18             |
| France (SNEP)                                     | 60             |
| Germany (Media Control Charts)                    | 6              |
| Ireland (IRMA)                                    | 2              |
| Netherlands (Dutch Top 40)                        | 3              |
| New Zealand (RIANZ)                               | 1              |
| Norway (VG-lista)                                 | 3              |
| Sweden (Sverigetopplistan)                        | 3              |
| Switzerland (Schweizer Hitparade)                 | 6              |
| United Kingdom (The Official Charts Company)      | 2              |
| U.S. Billboard Hot 100                            | 40             |
| U.S. Billboard Hot Dance Music/Maxi-Singles Sales | 6              |
| U.S. Billboard Latin Pop Airplay                  | 35             |
| U.S. Billboard Latin Tropical/Salsa Airplay       | 20             |
| U.S. Billboard Rhythmic Top 40                    | 22             |
| U.S. Billboard Top 40 Mainstream                  | 18             |
| U.S. Billboard Top 40 Tracks                      | 21             |